# Bolitophila montana
Bolitophila montana är en tvåvingeart som beskrevs av Daniel William Coquillett 1901. Bolitophila montana ingår i släktet Bolitophila och familjen smalbensmyggor. Inga underarter finns listade i Catalogue of Life.